# Burgkunstadter Mühlbach
Der Burgkunstadter Mühlbach ist ein 3,51 Kilometer langer, rechter Nebenfluss des Mains, der südlich des historischen Stadtkerns von Burgkunstadt aus dem Main abzweigt und bei Weidnitz wieder in den Main mündet.

## Geographie

### Verlauf und Beschreibung
Der Mühlbach zweigt vor dem Wehr bei Altenkunstadt vom Main ab und verläuft bis zu den Gleisen der Bahnstrecke Bamberg–Hof in nordwestliche Richtung, kehrt dort in nordöstliche Richtung und ändert einer großen Schleife im Bereich des Burgkunstadter Festplatzes seine Fließrichtung erneut gen Nordwesten, um dann die Burgkunstadter Unterstadt zu durchfließen. Im Bereich ab dem Festplatz bis hinter dem Anwesen Lichtenfelser Straße 7 ist der Mühlbach unterirdisch kanalisiert. Der Bach fließt bis Weidnitz entlang der Lichtenfelser Straße in nordwestlicher Richtung, dreht dann nach Südwesten ab und mäandriert im Unterlauf bis zu seiner Mündung in den Main, nördlich und gegenüber von Strössendorf.

### Nebenflüsse
In den Burgkunstadter Mühlbach münden die folgenden drei rechtsseitigen Nebenflüsse:

- Gartenbach (mit Talleitenbächlein)
- Weihersbach
- Silbergraben

Sie entspringen alle aus Quellen an der Hangstufe nach Ebneth, die zum Burkersdorfer Rhätolias-Hügelland gehört. Im Unterlauf sind alle drei Bäche kanalisiert und münden daher, abgesehen vom Silbergraben unterirdisch in den Burgkunstadter Mühlbach.

## Geschichte
Im Jahr 1699 wurde am Mühlbach eine Wassermühle errichtet, die später unter dem Namen Alte Stadtmühle bekannt war. Sie wurde 1903 abgerissen, um an selber Stelle ein dreigeschössiges Wohn- und Geschäftshaus im Stile der Neorenaissance zu errichten, in dem sich heute die Alte Apotheke befindet.
Bis 1930 wurde der Mühlbach auch zur Müllentsorgung durch angrenzende Bewohner genutzt. Dies führte besonders in den Wintermonaten zu einem grotesken Bild, da die Bewohner der Unterstadt ihren Müll auf das Eis abluden, in der Hoffnung, der Mühlbach werde ihn im Frühjahr mitnehmen. Nicht zuletzt deshalb wurde durch die Stadt Burgkunstadt zum 18. Februar 1930 die Müllabfuhr eingeführt.
Im Zuge kleinerer Umbaumaßnahmen am Baur-Hochhaus wurde der Mühlbach im Jahr 1958 an dieser Stelle verrohrt und die neu gewonnene Fläche zu einem Parkplatz ausgebaut. Das letzte 400 Meter lange offene Stück des Mühlbachs im Stadtkern wurde 1967 verrohrt und als Straße ausgebaut. Dadurch konnten auch Parkplätze und Hintereingänge für die neu entstandenen Geschäftsgebäude geschaffen werden, und die im Sommer besonders starke Geruchsbelästigung durch den Mühlbach endete.

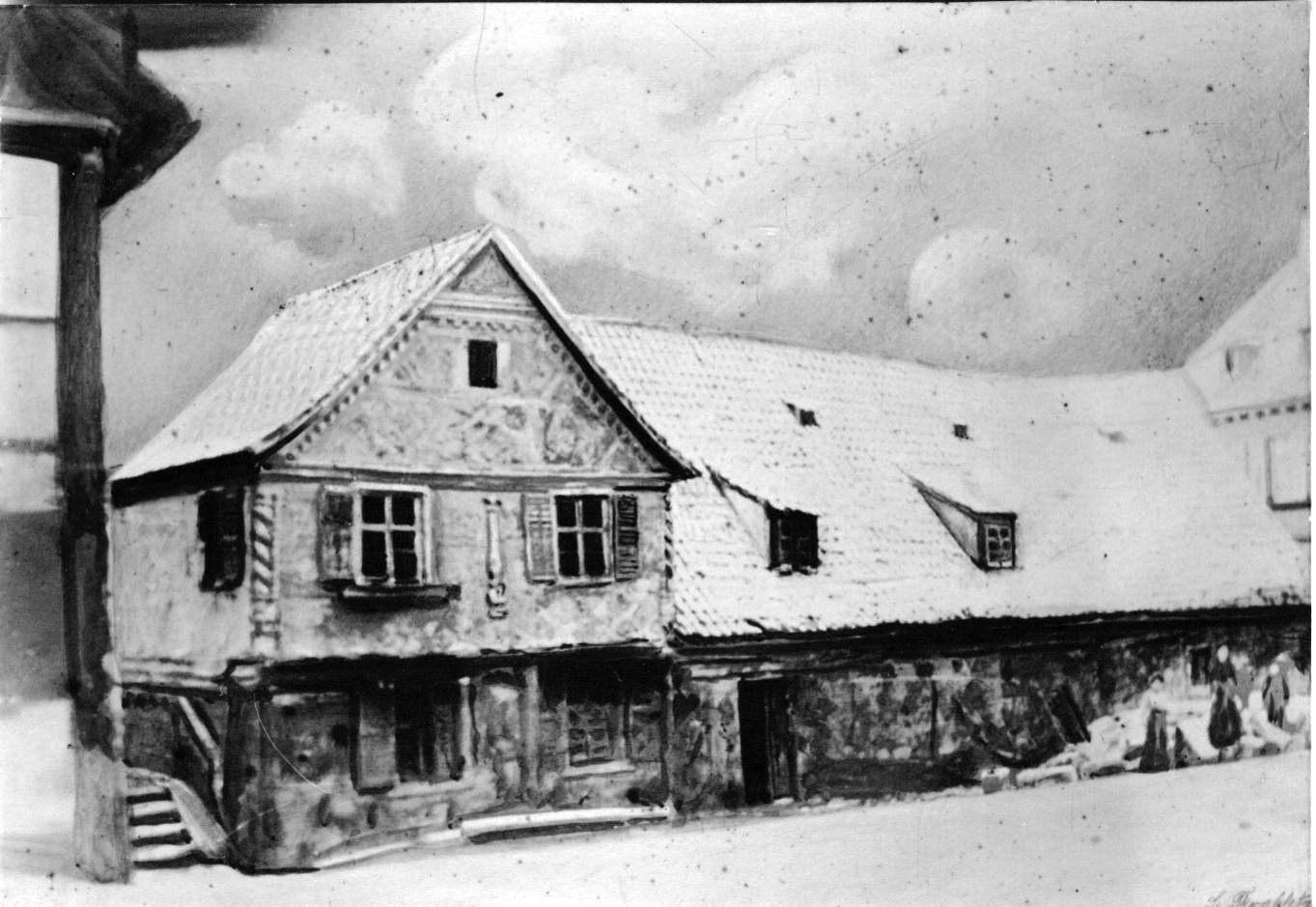
Die Alte Stadtmühle, Fotografie von 1902
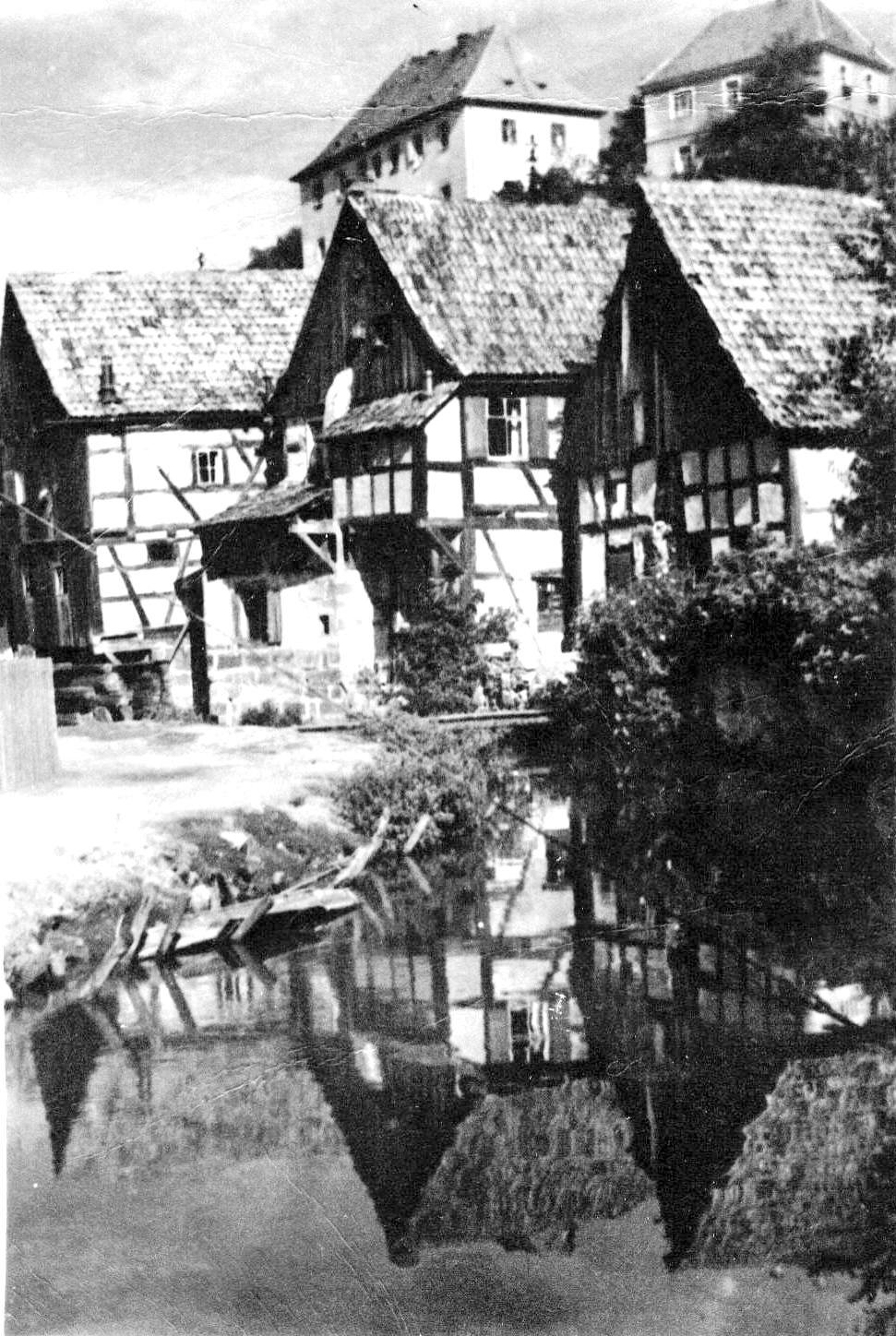
„Klein-Venedig“ am Mühlbach in Burgkunstadt um 1950. Der noch unverrohrte Mühlbach, gesäumt von den mittelalterlichen Fachwerkhäusern der Judengasse
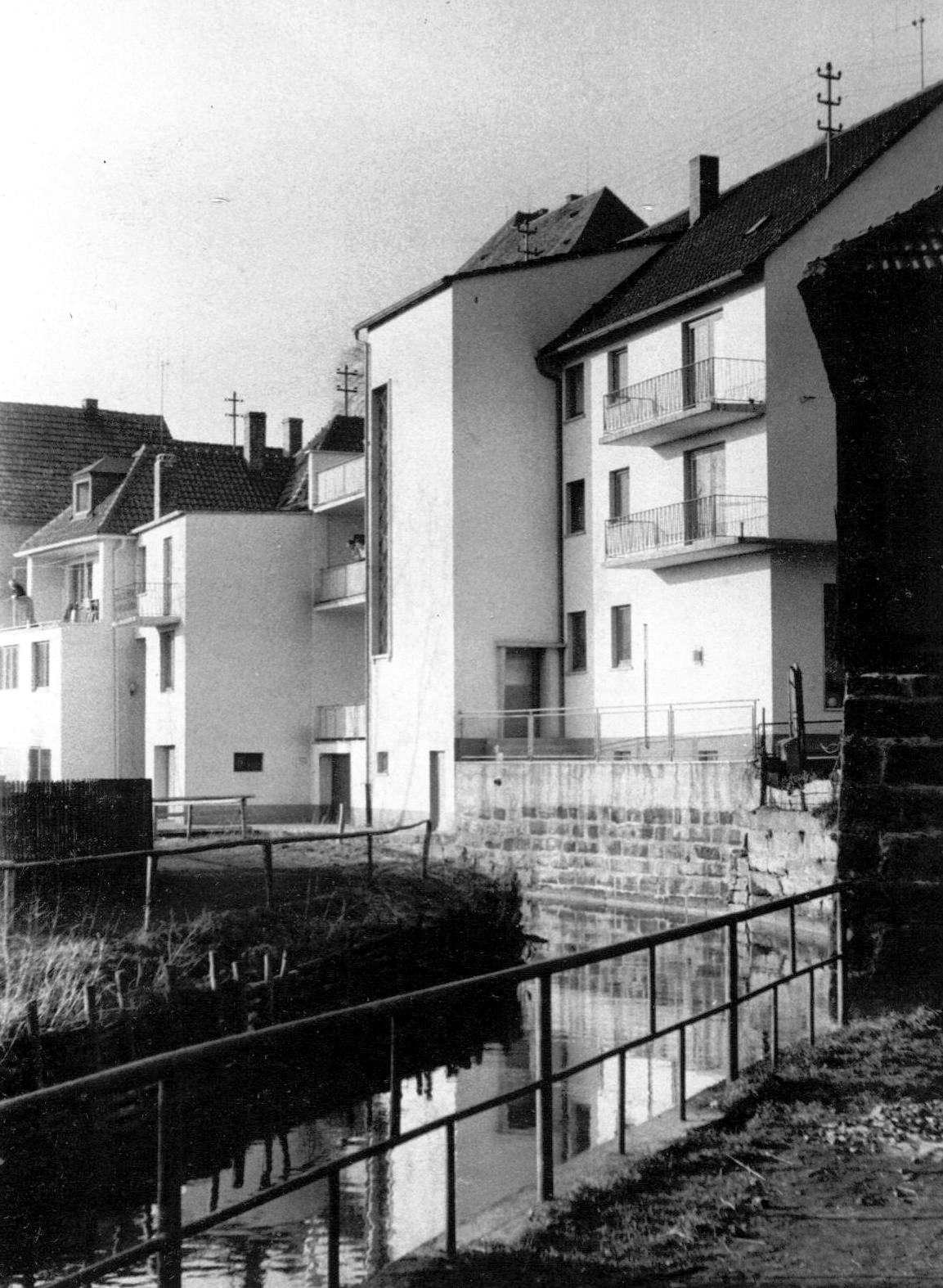
Dieselbe Mühlbachstelle, rund zehn Jahre später, um 1960. Mit moderneren Geschäftshäusern, aber noch unverrohrt